# Rodney Bishop
Rodney Bishop (* 19. Dezember 1966 in Lambeth, London, England, Großbritannien) ist ein britischer Rapper und Tänzer. Er wurde weltbekannt als Rapper beim italienischen Danceprojekt „Cappella“.

## Leben und Wirken
Schon als Jugendlicher begann er mit Klassischem Tanz, Jazz-Dance, Afrikanischem Tanz sowie Breakdance. Mit 20 Jahren zog er nach London zurück, wo er lange als professioneller Tänzer tätig war.
Es folgte ein Engagement für die Gruppe „Positive Gang“. Zwischen 1993 und 1997 war er als Rapper für das italienische Danceprojekt „Cappella“ tätig, das ihn weltbekannt machte, zumal die Gruppe einige Erfolge in den Charts vorzuweisen hatte. In dieser Zeit war er präsent in einigen der wichtigsten und bekanntesten Musikvideos der Gruppe zu den Songs U got 2 let the music, U & Me oder Move on Baby.
Nach seinem Weggang von Cappella versuchte er eine Solo-Karriere, hatte damit aber keinen Erfolg. Auch wurde er Mitglied des eher erfolglosen Musikprojektes „Perpetual Motion“.
Rodney Bishop lebt heute in London.

## Diskografie (Singles; Auswahl)
- Keep on Dancing (Let´s go)
- Party go on
- Lift me up, 1996.
- Sline on you, 1999.